# Four (métallurgie)
Pour les articles homonymes, voir Fourneau.
Cet article décrit les différents fours ou fourneaux entrant dans le raffinage des métaux.

## Fours expérimentaux
- Fourneau à vent de Sefström :

Invention de Nils Gabriel Sefström, métallurgiste suédois, extrêmement commode pour produire facilement et rapidement de hautes températures.
- Fourneau à vent de Deville :

Inventé par Henri Sainte-Claire Deville, très commode pour produire de hautes températures. Sainte-Claire Deville y a fondu du platine.
Creusets
- Creusets Falumine [Quoi ?]

Cornue
Bas fourneau
- Un bas fourneau est un four à combustion interne destiné à la transformation du minerai de fer en fer métallique.

Haut fourneau
- Un haut fourneau est un four à combustion interne destiné à la fabrication de la fonte.

Four électrique
- Four à induction, de plus en plus utilisé, car économe en énergie ;
- Four à arc électrique, pour la fusion de ferrailles pour leur recyclage. C'est l'appareil alimentant les aciéries dites électriques ;
- Four à arc électrique de poche, de moindre puissance, servant à réchauffer le métal liquide dans certaines aciéries.

Autre
- Four à réverbère

## Cokerie et usine à gaz
Four Appolt
Le four Appolt a été appliqué au Creusot, à Commentry, dans le bassin houiller de la Loire, ainsi qu'à Aubin, Cransac, Blanzy, Ahun, Ronchamp, Portes, Languin, Marquise et pareillement à Sulzbach, près de Sarrebruck où les premiers essais industriels ont été entrepris. 
Un grand nombre de ces fours ont été également construits en Prusse, dans les usines du Phœnix[Où ?], sur le bassin de la Ruhr, à Witten, Siegburg, près de Bonn et en Bohême. Les principes émis par les inventeurs se sont trouvés justifiés par un rendement correspondant presque au rendement théorique, sans préjudice de la qualité de coke, toujours très dense et résistant. Les charbons maigres ou à longues flammes, qui dominent dans ces diverses localités, conviennent le mieux à ce système de fours. Les charbons gras, au contraire, s'y comportent assez mal et sont convertis en coke plus avantageusement avec les autres systèmes.

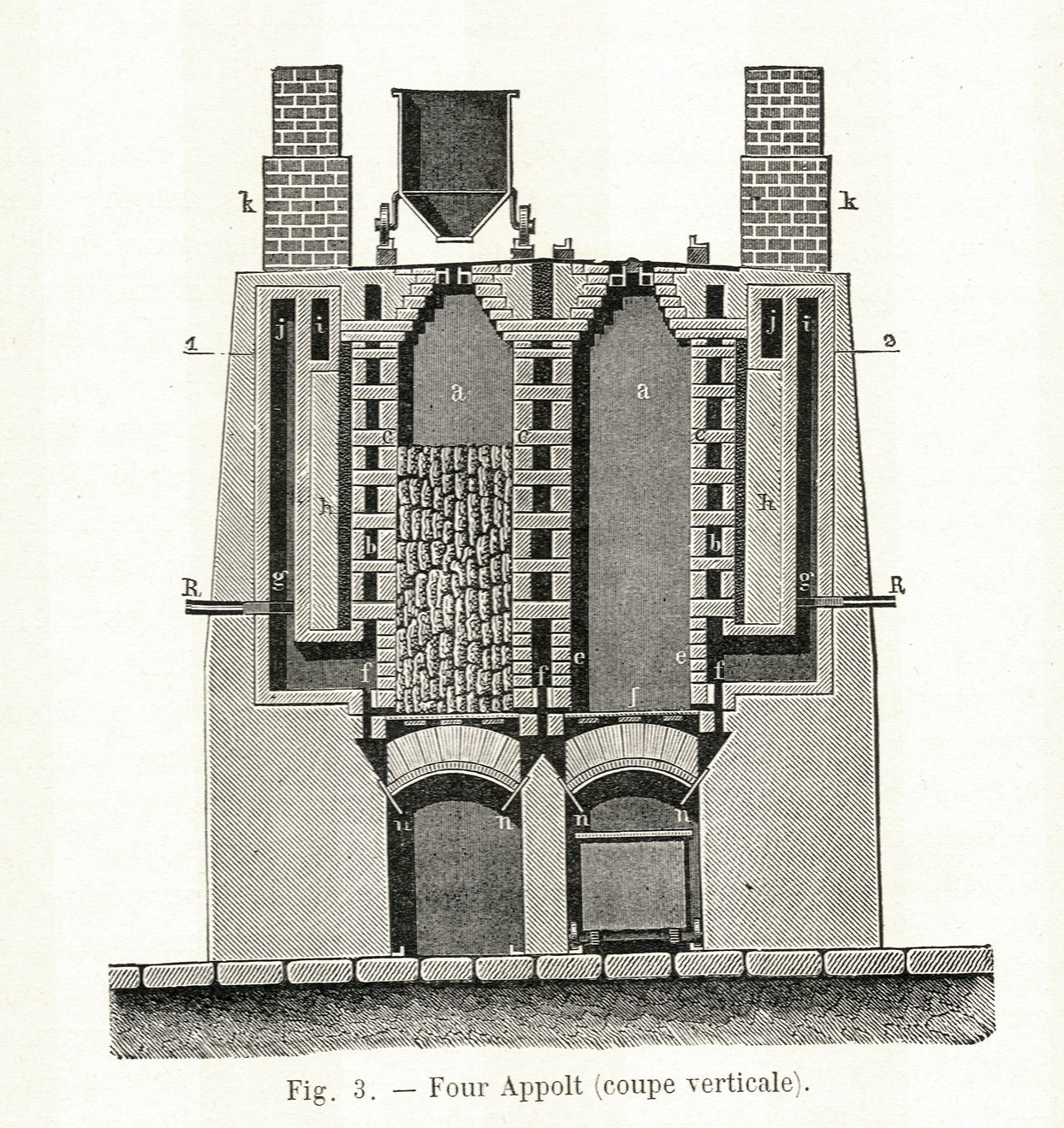
Le four Appolt.
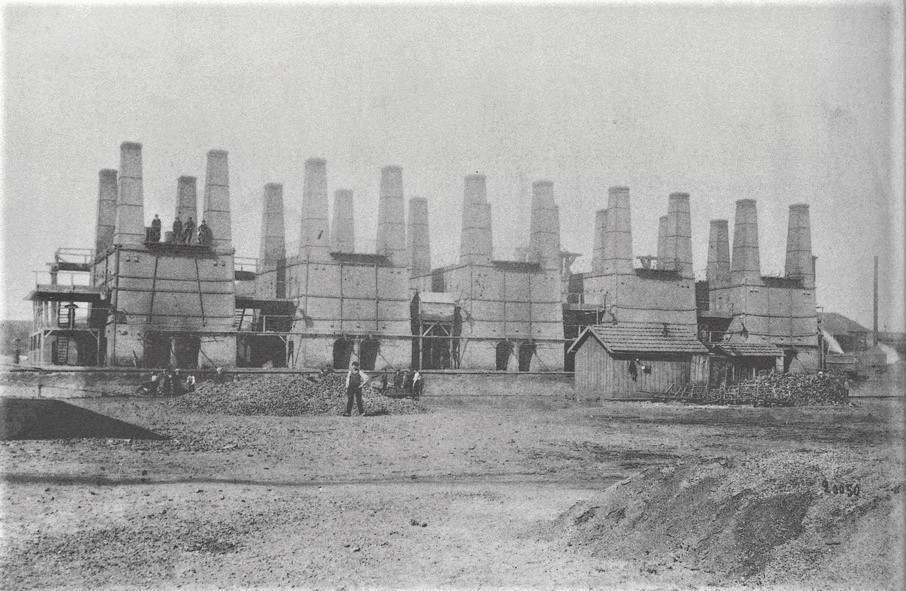
Houillères de Blanzy.
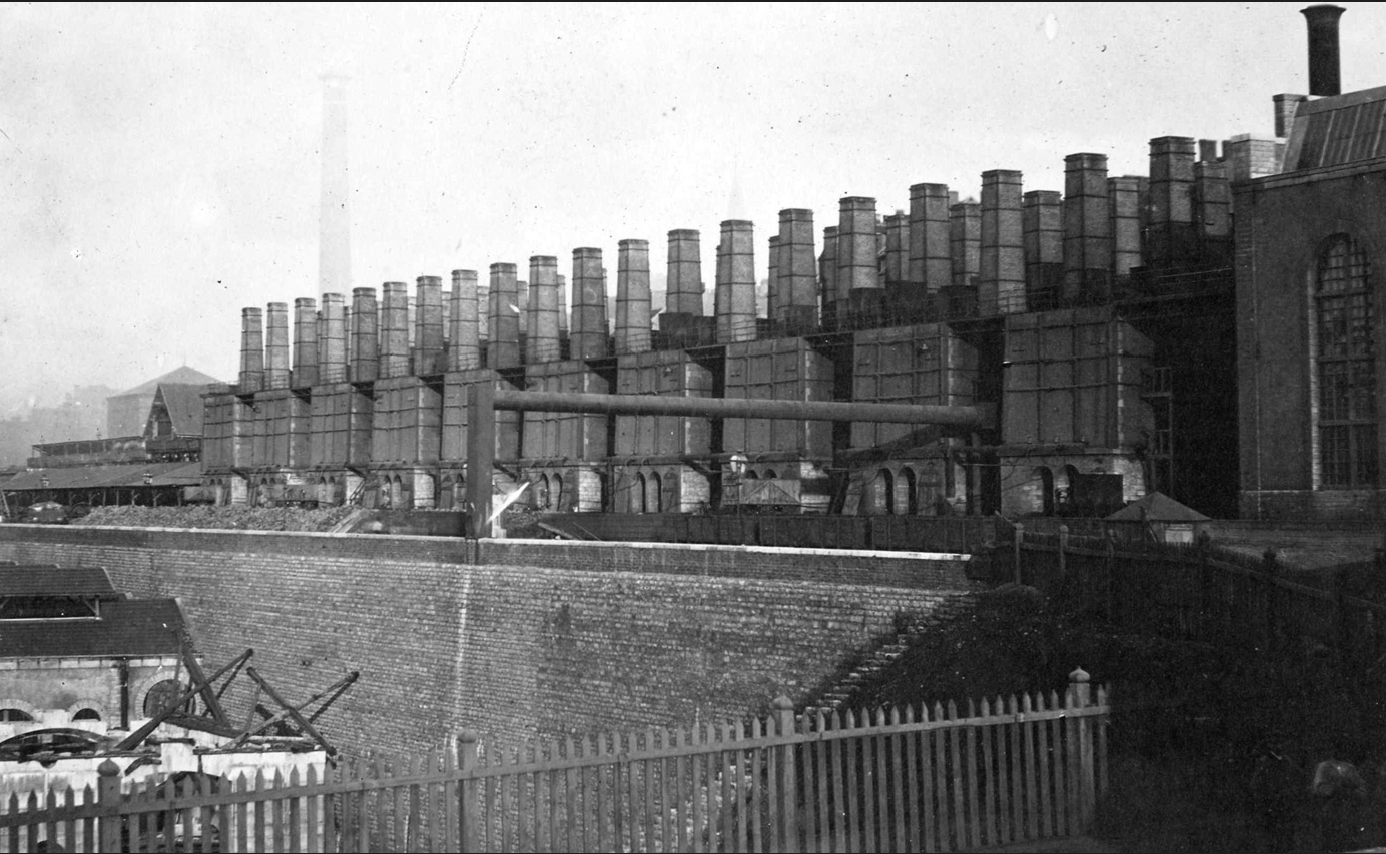
Au Creusot.
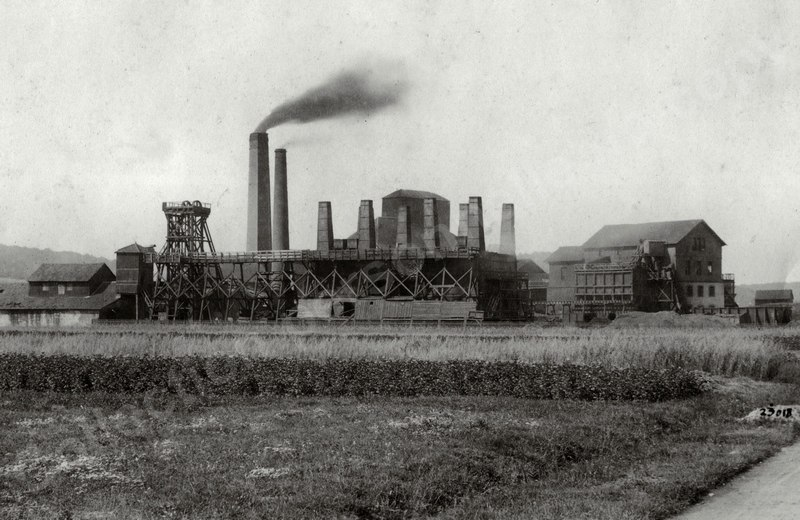
Puits Saint-Joseph (Ronchamp).

Four Siemens
Plomb
- Fourneaux entrant dans le raffinage du plomb (minerai de plomb).

Zinc
- Fourneaux entrant dans le raffinage du zinc (minerai de zinc).

## Matériaux utilisés
- Matériau réfractaire
- Brique réfractaire